# Villognon
Villognon ist eine französische Gemeinde mit 332 Einwohnern (Stand 1. Januar 2022) im Département Charente in der Region Nouvelle-Aquitaine (vor 2016 Poitou-Charentes); sie gehört zum Arrondissement Confolens und zum Kanton Boixe-et-Manslois. 

## Geographie
Villognon liegt etwa 22 Kilometer nordnordöstlich von Angoulême an der Charente. Umgeben wird Villognon von den Nachbargemeinden Luxé im Norden, Cellettes im Osten und Nordosten, Vervant im Südosten, Xambes im Süden, Coulonges im Süden und Südwesten, Ambérac im Westen und Südwesten sowie Fouqueure im Westen und Nordwesten.

## Bevölkerungsentwicklung
| 1962                       | 1968 | 1975 | 1982 | 1990 | 1999 | 2006 | 2018 |
| -------------------------- | ---- | ---- | ---- | ---- | ---- | ---- | ---- |
| 503                        | 510  | 476  | 444  | 400  | 389  | 394  | 316  |
| Quellen: Cassini und INSEE |      |      |      |      |      |      |      |

## Sehenswürdigkeiten

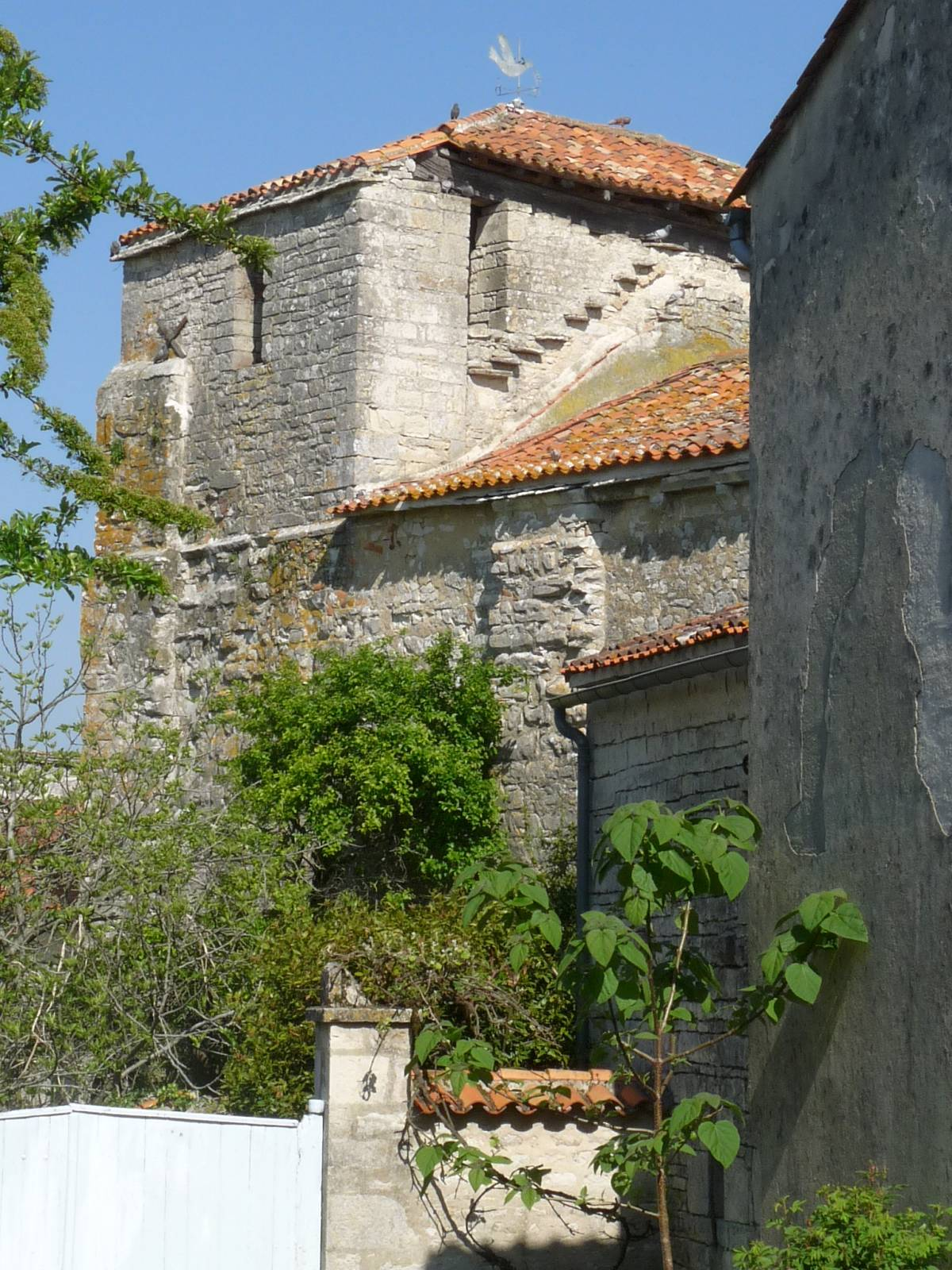
Kirche Saint-Nicolas

- Kirche Saint-Nicolas aus dem 12. Jahrhundert, seit 1903 Monument historique
- Schloss La Forteresse aus dem 16. Jahrhundert
- Haus La Tourette aus dem 15. Jahrhundert